# Trnjanski Kuti
Trnjanski Kuti (1910-ig Kuti, majd 1971-ig Kuti Trnjanski) falu Horvátországban, Bród-Szávamente megyében. Közigazgatásilag Oprisavcihoz tartozik.

## Fekvése
Bród központjától légvonalban 12, közúton 13 km-re keletre, községközpontjától  6 km-re délnyugatra, Szlavónia középső részén, a Szávamenti-síkságon, a Bródról Oprisavcira menő út mentén fekszik.

## Története
A település középkori létére írásos bizonyíték nincs. 1698-ban „Kutti” néven hajdútelepülésként, 12 portával szerepel a török uralom alól felszabadított szlavóniai települések kamarai összeírásában. Ez egyben a település első írásos említése is. A település fejlődéséhez hozzájárult, hogy az új török határ közelében feküdt. A katonai közigazgatás megszervezése után lakossága a bródi határőrezredhez tartozott.
Az egyházi vizitáció jelentése szerint 1730-ban 20 ház és a Szent Lukács fakápolna állt a településen, ahol a bródi ferences atyák szolgáltak. 1746-ban már 30 háza volt 142 lakossal. 1760-ban a faluban 41 ház állt, melyekben 53 család élt 139 katolikus lakossal. 1765-ben a Szent Lukács kápolna hanyagság miatt már olyan rossz állapotban volt, hogy a falu hívei Oprisavcira jártak istentiszteletre. Az 1780-as katonai leírás szerint a falu egy magasabban fekvő mező közepén fekszik, melyet körülvesz a több kis vízfolyással szabdalt Jelasnak nevezett vizenyős terület, mely csak ritkán szárad ki. A Szent Lukács templomot 1847-ben építették.
Az első katonai felmérés térképén „Kute” néven található. Lipszky János 1808-ban Budán kiadott repertóriumában „Kutte” néven szerepel. Nagy Lajos 1829-ben kiadott művében „Kutte” néven 76 házzal, 387 katolikus vallású lakossal találjuk. A katonai közigazgatás megszüntetése után 1871-ben Pozsega vármegyéhez csatolták.
A településnek 1857-ben 430, 1910-ben 498 lakosa volt. Pozsega vármegye Bródi járásának része volt. Az 1910-es népszámlálás adatai szerint lakosságának 94%-a horvát anyanyelvű volt. Az első világháború után 1918-ban az új szerb-horvát-szlovén állam, majd később (1929-ben) Jugoszlávia része lett. 1991-től a független Horvátországhoz tartozik. 1991-ben lakosságának 96%-a horvát nemzetiségű volt. 2011-ben a településnek 345 lakosa volt.

## Lakossága
| Lakosság változása | Lakosság változása | Lakosság változása | Lakosság változása | Lakosság változása | Lakosság változása | Lakosság változása | Lakosság változása | Lakosság változása | Lakosság változása | Lakosság változása | Lakosság változása | Lakosság változása | Lakosság változása | Lakosság változása | Lakosság változása |
| ------------------ | ------------------ | ------------------ | ------------------ | ------------------ | ------------------ | ------------------ | ------------------ | ------------------ | ------------------ | ------------------ | ------------------ | ------------------ | ------------------ | ------------------ | ------------------ |
| 1857               | 1869               | 1880               | 1890               | 1900               | 1910               | 1921               | 1931               | 1948               | 1953               | 1961               | 1971               | 1981               | 1991               | 2001               | 2011               |
| 430                | 393                | 383                | 381                | 431                | 498                | 446                | 515                | 515                | 537                | 495                | 428                | 361                | 369                | 339                | 345                |

## Nevezetességei
Szent Lukács evangélista tiszteletére szentelt római katolikus temploma 1847-ben épült, az oprisavci plébánia filiája.

## Oktatás
A településen az oprisavci Stjepan Radić elemi iskola alsó tagozatos területi iskolája működik.

## Sport
Az NK Naprijed Trnjanski Kuti labdarúgóklub a megyei 3.ligában szerepel.